# Gruvtjärnen (Offerdals socken, Jämtland)
Gruvtjärnen är en sjö i Krokoms kommun i Jämtland och ingår i Indalsälvens huvudavrinningsområde.